# Simona Caparrini
Simona Caparrini, född 5 januari 1972 i Florens i Toscana, Italien, är en italiensk skådespelerska. Hon är känd för att spela rollen som Joan (Giovanna) i Woody Allens regisserade film Förälskad i Rom, samt för att medverka i de två andra filmerna Romeo & Juliet (regisserad av Carlo Carlei) och The Man from U.N.C.L.E. (regisserad av Guy Ritchie).

## Filmografi (i urval)
| År   | Titel                    | Roll                           | Regissör               |
| ---- | ------------------------ | ------------------------------ | ---------------------- |
| 1995 | Il postino – postiljonen | Elsa Morante                   | Michael Radford        |
| 2006 | Don Matteo               | Clelia Bassi                   | Elisabetta Marchetti   |
| 2008 | Kommissarie Rex          | Serena, Montanarys sekreterare | Marco Serafini         |
| 2012 | Förälskad i Rom          | Joan                           | Woody Allen            |
| 2013 | Romeo & Juliet           | Kvinnlig gäst                  | Carlo Carlei           |
| 2013 | Varning för mig!         | Giulia, undergiven hustru      | Alessio Maria Federici |
| 2015 | The Man from U.N.C.L.E.  | Contessa                       | Guy Ritchie            |